# Безім'янлаг
Безім'янський ВТТ (Безім'янлаг) — підприємство, що діяло в системі Управління особливого будівництва (УОС) Головного управління виправно-трудових таборів Народного комісаріату внутрішніх справ СРСР з 1940 по 1946 рік на території Куйбишевської області.

## Історія
Основним завданням Особбуду було будівництво авіаційних і моторобудівного заводів поблизу міста Куйбишева, а також інших промислових і житлових об'єктів у місті та його околицях. Як робоча сила використовувалися ув'язнені Безім'янського виправно-трудового табору, військовополонені, а також деяка кількість вільнонайманих працівників (інженерних спеціальностей).
- будівництво авіаційних заводів № 122 і 295, авіамоторного заводу № 377,
- будівництво аеродрому для авіаційних заводів,
- завершення будівництва Безім'янської та Куйбишевської ТЕЦ,
- будівництво карбідного заводу НКАП,
- будівництво нафтопереробного заводу № 443 в районі станції Кряж,
- будівництво об'єктів для Куйбишевського нафтокомбінату,
- будівництво цеху вагоноремонтного заводу,
- розробка гравійних кар'єрів,
- будівництво потужної радіостанції (об'єкт № 15 Особбуду) поблизу села Новосімейкине,
- буд-во житла, комунально-побутових об'єктів, водопроводу, каналізації, трамвайних колій та депо,
- Роботи в радгоспі «Червоний орач».

Безім'янлаг був ліквідований 24 квітня 1946. Система табірних пунктів і ділянок колишнього Безім'янлага перейшла в підпорядкування Управління виправно-трудових таборів і колоній (УИТЛК) по Куйбишевській області.